# (8431) Haseda
(8431) Haseda est un astéroïde de la ceinture principale.

## Description
(8431) Haseda est un astéroïde de la ceinture principale. Il fut découvert le 31 décembre 1997 à Ōizumi par Takao Kobayashi. Il présente une orbite caractérisée par un demi-grand axe de 2,81 UA, une excentricité de 0,05 et une inclinaison de 1,6° par rapport à l'écliptique.

## Compléments